# Monica Raymund
Monica Raymund (São Petesburgo, Flórida, 26 de julho de 1986) é uma atriz norte-americana mais conhecida por interpretar Ria Torres na série de TV Lie to Me. Em maio de 2018, deixou o elenco da série Chicago Fire, onde interpretava a paramédica e continuamente bombeira Gabriella Dawson.  Em 2019 inicia a série Hightown como a protagonista Jackie Quinones.

## Vida pessoal
Graduada na Schorecrest Preparatory School em São Petersburgo, Flórida. Foi graduada na Julliard School em Nova York. Seu pai, Steve Raymund, é presidente do conselho aposentado da Tech Data Corp. Sua mãe, Sonia é co-fundadora da Soulful Arts Dance Academy em São Petersburgo. Raymund foi criada como judia por seus pais, e comemorou um bat mitzvah. Ela também tem um irmão, Will Raymund.
No colégio, ela participou do "Projeto de Teatro Broadway em Tampa e no North Carolina School of the Arts em Winston-Salem."
Em 11 de junho de 2011, Raymund casou-se com o escritor Neil Patrick Stewart.  No início de 2013, Raymund e Stewart se separaram e o divórcio veio em 2014. Pouco antes do divórcio sair, começaram os rumores de que Monica estaria vivendo um affair com a ator Jesse Spencer, que também estrela a série Chicago Fire, porém, nunca houve uma confirmação oficial disso. Em setembro de 2015, Monica revelou em seu Twitter seu namoro com Tari Segal.
Raymund é um ardente defensor de questões LGBT. Em fevereiro de 2014, ela se afirmou como bissexual via Twitter.

## Carreira
Raymund estreou em Cymbeline dirigido por Richard Feldman, os adivinhos (dirigido por Jonathan Bernstein), e Farm Animal (dirigido por Trizana Beverley) tudo na Juilliard School, onde ela é um membro da classe de 2008.
Monica também apareceu em sua terra natal, St. Petersburg, Florida em produção original de Manhattan Casino (dirigido por Bob Devin Jones) da Península Fundação LiveArts onde ela se originou o papel de liderança de Althea Dunbar e da Cidade de Webb: The Musical (música e letras de músicas por Lee Ahlin, escrito e dirigido por William Leavengood). " Monica Raymund" é uma ex-aluna do Projeto Teatro Broadway de Ann Reinking, onde ela tem sido um performer caracterizado de três anos ".
Monica também tem "trabalhado com o dramaturgo José Rivera em Boleros para o Disenchanted na Companhia de Teatro Huntington em Boston" em 2008.
Em abril de 2008, ela apareceu no drama da NBC legal Law & Order: Special Victims Unit, na época 9: episódio 17 intitulado "Autoridade" na cena de abertura, como uma busca da tira vítima brincadeira chamada.
De 2009 a 2011, ela estrelou o drama policial Fox Lie to Me, onde ela interpretou Maria "Ria" Torres, um detector de mentiras humano que é um "natural", o que significa que ela não tem nenhum treinamento formal em detectar mentiras ou as emoções dos outros.
A partir de 2011 até 2012, Raymund teve um papel recorrente no drama legal CBS The Good Wife na terceira temporada, onde interpretou Dana Lodge, uma advogada assistente da promotoria.
Em 2012, Monica Raymund começou estrelando o drama da NBC Chicago Fire como Gabriela Dawson, o paramédica Chefe, e dando segmento como bombeira.
Em 2019 inicia a série Hightown como a protagonista Jackie Quiñones, uma policial lésbica dos Serviços Nacionais de Pesca Marinha. A série teve estréia em 17 de maio de 2020 pela Starz.
Em outubro de 2019 Monica Raymund volta para uma participação na série Chicago Fire, a atriz participou do episódio 9 da oitava temporada.
Monica disse que sua volta para a série depende dos produtores.

## Filmografia
| Ano  | Título               | Personagem   | Notas      |
| ---- | -------------------- | ------------ | ---------- |
| 2007 | Fighter              | Sarah        | Short Film |
| 2008 | Love? Pain           |              | Short film |
| 2012 | Arbitrage            | Reina        |            |
| 2012 | Fifty Grades of Shay | Dialect Tape | Short film |
| 2013 | Brahmin Bulls        | Maya         |            |

| Ano       | Título                            | Personagem               | Notas                                      |
| --------- | --------------------------------- | ------------------------ | ------------------------------------------ |
| 2008      | Law & Order: Special Victims Unit | Trini Martinez           | "Authority" (season 9: episode 17)         |
| 2009–2011 | Lie to Me                         | Maria "Ria" Torres       | Papel principal; 48 episodes               |
| 2011      | Blue Bloods                       | Luisa Sosa               | "Critical Condition" (season 2: episode 3) |
| 2011–2012 | The Good Wife                     | Dana Lodge               | Papel recorrente, ( season 3: ep 6 ao 15)  |
| 2012–2018 | Chicago Fire                      | Gabriela Dawson          | Papel principal                            |
| 2013      | Body of Proof                     | FBI Video Analysis Agent | "Disappearing Act" (season 3: episode 9)   |
| 2014–2017 | Chicago P.D.                      | Gabriela Dawson          | Papel recorrente                           |
| 2016-2017 | Chicago Med                       | Gabriela Dawson          | Papel recorrente                           |
| 2018-2019 | Hightown                          | Jackie Quinones          | Papel Principal                            |
| 2019-2020 | Chicago Fire                      | Gabriela Dawson          | Papel Principal                            |